# Neteller
Das Unternehmen Paysafe Financial Services Limited mit Sitz in Cambridge betreibt unter der Marke Neteller Zahlungsdienstleistungen, die das Bezahlen im Internet ermöglicht. Neteller ist als E-Geld-Institut reguliert und gehört zur Paysafe-Gruppe (vormals Optimal Payments).
Nach Unternehmensangaben nutzen Kunden aus ca. 200 Ländern Neteller um Geld an Händler zu überweisen oder zu erhalten. Das verfügbare Guthaben kann mit der NET+ MasterCard abgehoben oder auf ein registriertes Bankkonto ausgezahlt werden.

## Hintergrund
Neteller wurde 1999 ursprünglich in Kanada gegründet, bevor das Unternehmen 2004 ins Vereinigte Königreich umsiedelte (zunächst auf die Insel Man). Das Unternehmen bildete den Kern der späteren Paysafe-Gruppe.
Anfang 2015 wurde der Zusammenschluss mit Skrill, dem zu der Zeit größten Mitbewerber, bekanntgegeben. Dieser Zusammenschluss führte dazu, dass die Paysafe zu einem der größten Zahlungsdienstleister im eWallet Bereich wurde.
Die Paysafe Gruppe wird als Autorisiertes Elektronisches Geldinstitut geführt.

## Glücksspiel
Neteller war ursprünglich auf die Bearbeitung von Zahlungen an Glücksspielanbieter ausgerichtet. Etwa 80 % der größeren Anbieter nutzten den Service von Neteller und fast 95 % des damaligen Umsatzes kam durch Überweisungen zu Glücksspielanbietern, vorwiegend in den USA, zustande.
Im Januar 2007 wurden zwei Führungskräfte des Unternehmens wegen der in den USA untersagten Verwicklung im Glücksspiel kurzfristig verhaftet und wegen Geldwäsche angeklagt
und Neteller wurde zu einem Rückzug vom US-Markt gezwungen, was zu einem starken Einbruch der Umsätze und Gewinne führte. Die Umsätze durch berechnete Gebühren fielen von $239 Millionen (2006) auf $61 Millionen (2010). Im Juni 2019 zog sich Neteller aus dem US-Markt zurück.

## Produkte und Möglichkeiten
Neteller besitzt im Gegensatz zu PayPal keine Banklizenz. Kunden können über ihr zuvor einbezahltes Guthaben verfügen.
Kunden können zwischen 26 Währungen für ihr Konto wählen. Verfügbare Währungen sind AED, AUD, BGN, BRL, CAD, CHF, DKK, EUR, GBP, HUF, INR, JPY, MAD, MXN, MYR, NGN, NOK, PLN, RON, RUB, SEK, SGD, TND, TWD, USD, und ZAR.
Für Kunden mit einem hohen Transfervolumen bietet das Unternehmen ein VIP-System mit Vergünstigungen und Boni an. Ähnlich wie es auch bei Skrill angeboten wird, haben Kunden die Möglichkeit ihre Gebühren zu senken und Limits zu erhöhen, wenn sie in den entsprechenden VIP-Stufen aufsteigen. Zusätzlich sammeln VIP-Kunden Punkte für Überweisungen, die im hauseigenen VIP-Shop gegen Gutscheine oder Geldpreise eingetauscht werden können.
Aufgeladen kann das Konto zum Beispiel durch eine Banküberweisung, Kreditkarte, Bitcoin, Skrill, Paysafecard (nicht in Deutschland verfügbar), POLi, Moneta.ru und weiteren Bezahloptionen werden. Die verfügbaren Einzahlungsoptionen sind je nach Land nicht für alle verfügbar und für einige Optionen fallen Gebühren an.
Verwendet werden kann das Guthaben für Zahlungen an verschiedene Händler und für Überweisungen an andere Kunden des Unternehmens. Das Geld ist in der Regel sofort verfügbar. Zusätzlich kann mit der NET+ MasterCard überall dort eingekauft werden, wo Mastercard akzeptiert wird.
Auszahlungen lassen sich über Banküberweisungen tätigen, per Scheck oder mit der NET+ MasterCard, mit der weltweit an fast allen Automaten Geldabhebung möglich ist.

## Net+ Card

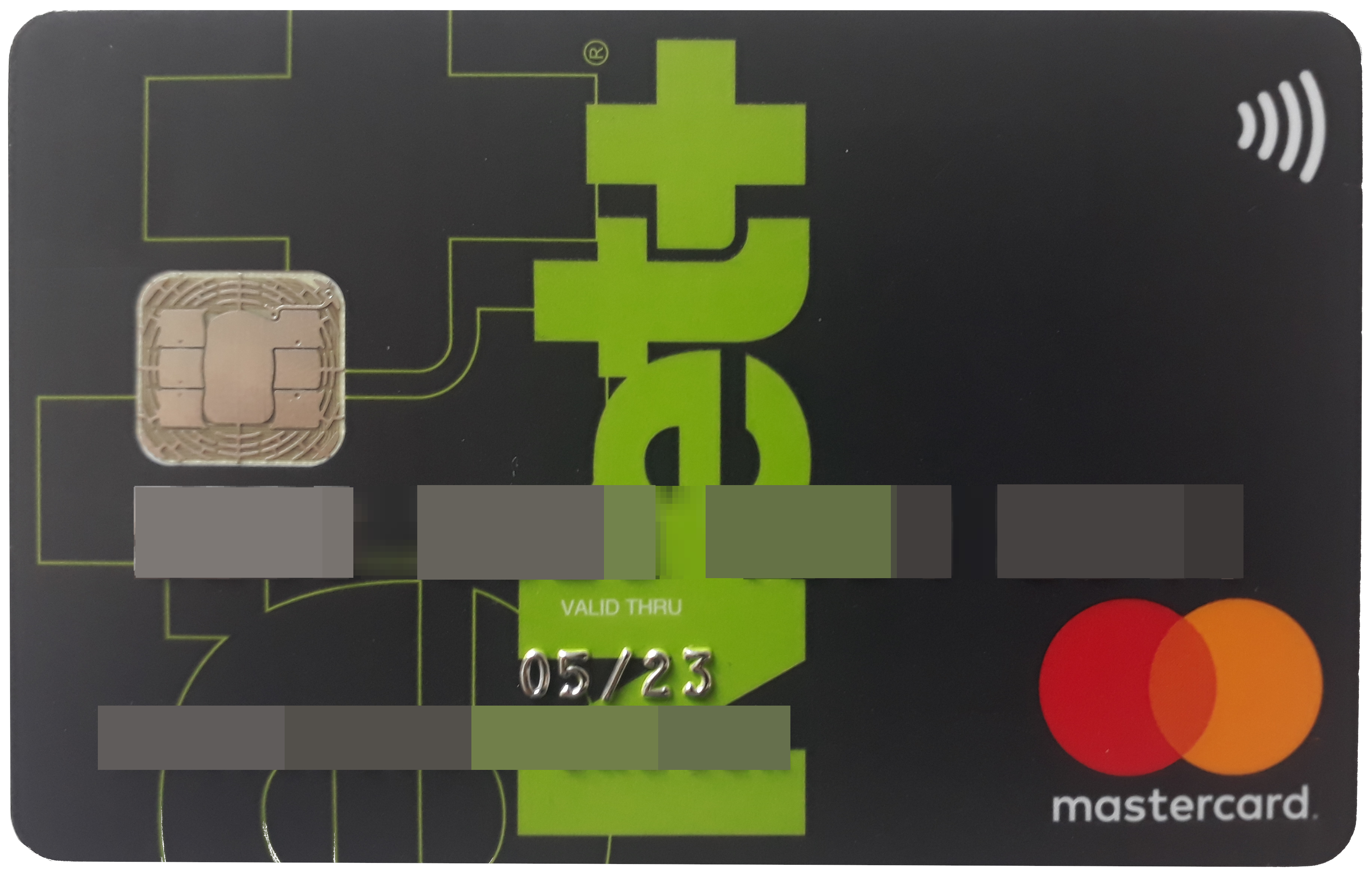
NET+ Card

2003 startete die Neteller-Card, die 2008 in NET+ Card umbenannt wurde.
Kunden können zusätzlich über eine NET+ virtuelle Kreditkarte verfügen. Dabei handelt es sich um eine nicht-physische Karte, die lediglich für Online Einkäufe genutzt werden kann und die für jede Transaktion eine neue Kartennummer generiert. Dadurch soll ein erhöhtes Maß an Sicherheit gewährleistet und die Möglichkeit für einen Kartenmissbrauch eingeschränkt werden.

## Ähnliche Anbieter
- Skrill
- PayPal